# Método belga
Método belga (o denominado también Método clásico de Madrid o técnicamente método de galería de clave) es un método para la construcción de túneles. Se caracteriza por la progresiva excavación de los elementos que componen el túnel, de tal forma que se van retirando los elementos más estables del túnel evitando el hundimiento o la falta de estabilidad del frente. El método se denomina método clásico de Madrid por ser el método más empleado en la construcción de los túneles del metro de Madrid. Fue utilizado en la primera etapa de construcción de la Línea H del subte de Buenos Aires y en las últimas extensiones de la Línea A.

## Características
El primer elemento excavado es la bóveda del túnel (se suele denominar avance en bóveda o calota). La bóveda se sostiene en el terreno mediante un entramado progresivo de madera. La bóveda se asegura con un encofrado y cuando está asegurada, la parte inferior se va excavando a medida que se va asegurando el avance. De esta forma la galería se va construyendo a medida que se avanza sin poner en riesgo a los trabajadores debido al hundimiento del túnel. Este método se ha empleado en la construcción de diferentes túneles de metro en el mundo, como puede ser el de Madrid, el de Chicago